# Pfarrkirche Ebenfurth

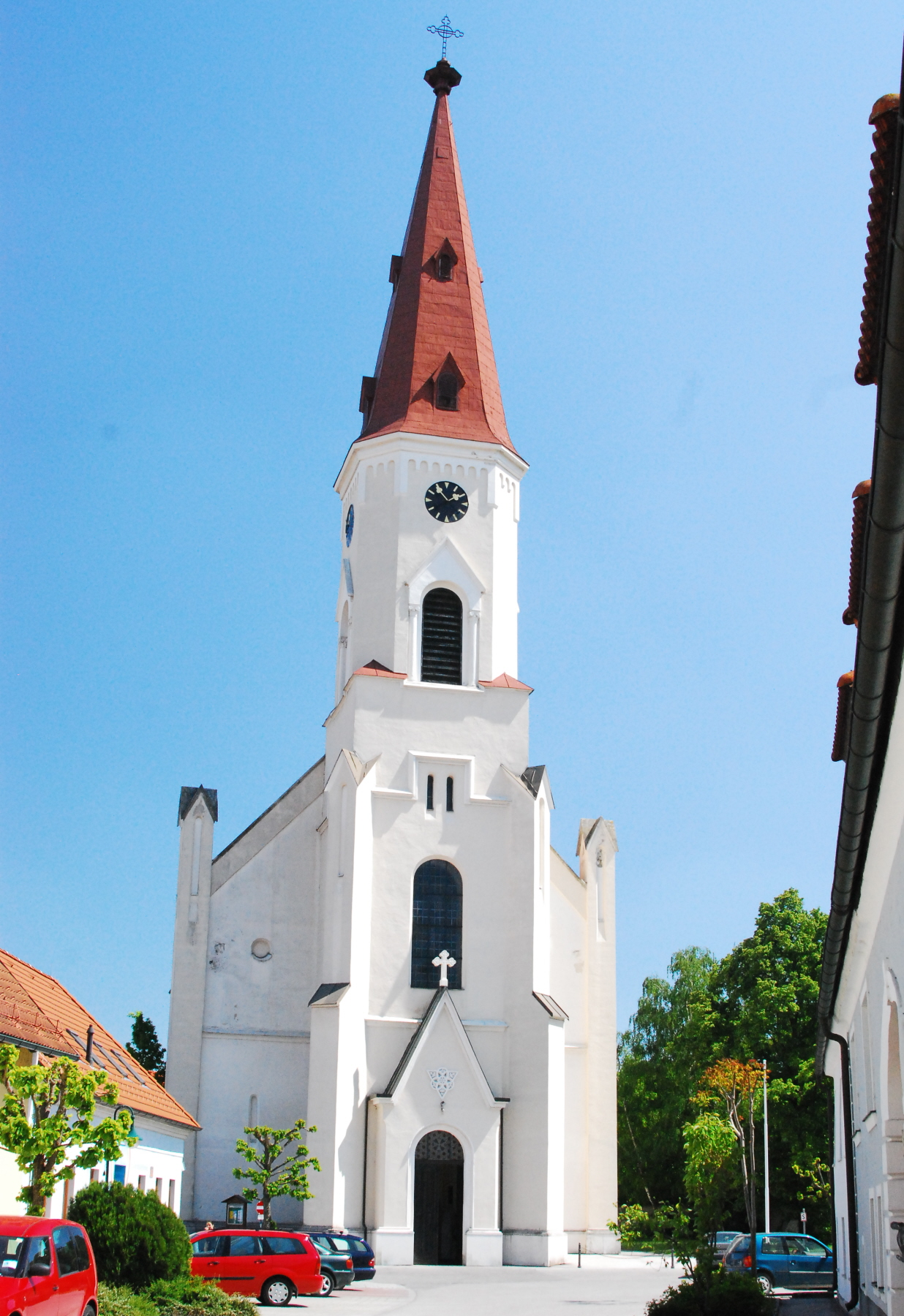
Katholische Pfarrkirche hl. Ulrich in Ebenfurth

Die Pfarrkirche Ebenfurth steht am Heldenplatz in der Stadtgemeinde Ebenfurth im Bezirk Wiener Neustadt-Land in Niederösterreich. Die auf den Heiligen Ulrich von Augsburg geweihte römisch-katholische Pfarrkirche gehört zum Dekanat Wiener Neustadt im Vikariat Unter dem Wienerwald der Erzdiözese Wien. Im Süden der Pfarrkirche sind Reste der ehemaligen Stadtmauer und der Rest eines vorgelagerten ehemaligen Zwingers erhalten.

## Geschichte
In der östlichen Ecke der südlich der Kirche erhaltenen ehemaligen Stadtmauer wohl aus dem 16. Jahrhundert ist wohl der ehemalige Karner eingebunden bzw. der Rest des ehemaligen Kirchturmes eingebunden, es ist ein rechteckiger Bau unter dem Platzniveau mit einem Tonnengewölbe aus gebrochenen Steinen. Der mächtige gotische Langhausbau, im Barock mit breiten Strebepfeilern und Rundbogenfenstern überarbeitet, hat einen gotischen Chor mit einer südlichen gotischen Chorseitenkapelle aus der ersten Hälfte des 14. Jahrhunderts. Der vorgestellte Westturm aus 1804 wurde 1854 mit der Westfront neugotisch gestaltet.
Urkundlich wurde 1219 eine Kirche genannt, die Gründung als eigene Pfarre wurde für das 13. Jahrhundert angenommen. 1268 ging die Kirche an den Johanniterorden, und ab 1530 an den Malteserorden, welcher bis 1748 die Kirche als Patronatskirche erhalten hat.
Die Pfarre Ebenfurth wechselte mit 1. September 2016 vom Dekanat Weigelsdorf in das Dekanat Wiener Neustadt.

## Architektur
Kirchenäußeres
Das mächtige Langhaus mit ungegliederten im Kern gotischen Mauern erhielt im Barock eine Fassade mit breiten angestellten Stützpfeilern und großen Rundbogenfenstern. Südseitig hat das Langhaus ein tief gelegenes gotisches Spitzbogenportal. Südseitig ist auch ein polygonales barockes Treppentürmchen angebaut, welches unter der Höhe der Taufe endet.
Der eingezogene gotische Chor mit einem Fünfachtelschluss hat abgestufte Strebepfeiler mit einem dreiteiligen Maßwerkfenster, die anderen Chorfenster sind vermauert. Südseitig am Chor steht eine gotische Chorseitenkapelle mit in zwei Seiten abgeschrägtem Schluss als ehemalige Malteser-Kapelle, welche heute als Sakristei genutzt wird. Die Chorseitenkapelle hat zweibahnige Maßwerkfenster, Strebepfeiler und ein Spitzbogenportal.
Der vorgestellte quadratische Westturm hat neogotische Strebepfeiler mit Kreuzverdachung an den Turmecken, oben zeigt sich der Turm polygonal mit Schallfenstern in einer Ädikularrahmung, und trägt darüber einen hohen Spitzhelm. Die Turmvorhalle hat einen spitzen Giebel.
An der Chornordseite befindet sich zwischen zwei Strebepfeilern ein Relief Ölberg aus dem ersten Viertel des 18. Jahrhunderts mit einer vollplastischen Statue Christus. Am Kirchenbau steht ein Kriegerdenkmal mit einer Relieftafel Zwei Engel tragen einen toten Soldaten aus den 1920er Jahren mit Inschrifttafeln, darüber ist ein Stein mit dem Malteserkreuz mit der Jahresangabe 1713. Weiters gibt es eine Gedenktafel mit 1765, und eine Gedenktafel mit dem Relief Vanitas (Totenkopf mit Sanduhr) aus dem 17. Jahrhundert.
Kircheninneres
Das Kircheninnere zeigt sich als dreijochiger Saalraum, die Platzlgewölbe auf breiten Gurten sind aus dem dritten Viertel des 18. Jahrhunderts. Die zentralisierende Raumtendenz entsteht durch das mittlere Joch begrenzende Wandpfeiler mit der Ausformung segmentbogiger Nischen. Die dreiachsige Empore ist platzlunterwölbt. Der Triumphbogen ist rundbogig. Der eingezogene zweijochige Chor hat ein gotisches Kreuzrippengewölbe aus der ersten Hälfte des 14. Jahrhunderts mit polychromierten Schlusssteinen mit Gurt- und Scheidrippen, mit dem Wappen der Herren von Pottendorf, mit dem hl. Ulrich, mit dem Kopf des Johannes der Täufer. Den Wänden vorgeblendet besteht eine barocke Verschalung mit einem umlaufenden profilierten Gesims mit dreiviertelförmigen Wandpilastern als Gliederung. Die Malteser-Kapelle und heutige Sakristei ist einjochig mit einem Kreuzrippengewölbe mit einem fünfteilig abgeschrägten Chorschluss und zeigt einen Schlussstein mit dem Malteserkreuz. Die Turmhalle ist kreuzgratgewölbt.
Die ehemalige Malteser-Kapelle zeigt einen gotischen Freskenzyklus aus dem 15. Jahrhundert, mit der Darstellung der Madonna, zwei Heiligen, und der Kreuzigung.

## Ausstattung
Der Hochaltar aus dem zweiten Viertel des 18. Jahrhunderts hat ein prächtiges barockes Rahmenretabel mit üppiger Rahmenzier mit den Rahmen haltenden Engeln, Putten und einem Strahlenkranz. Das Hochaltarbild Verklärung des hl. Ulrich, gemalt 1721 von Johann Georg Schmidt, beinhaltet eine Darstellung der Schlacht von Ebenfurth. Der Tabernakel trägt eine Statue Maria Immaculata aus dem zweiten Viertel des 18. Jahrhunderts.
Der linke Seitenaltar hl. Maria als flaches Wandretabel aus dem ersten Viertel des 18. Jahrhunderts zeigt das Altarbild Mariahilf und trägt die Statuen hl. Elisabeth mit dem Knaben Johannes und die hl. Anna mit Maria. Der rechte Seitenaltar Heilige Familie als barockes Wandretabel aus dem ersten Viertel des 18. Jahrhunderts zeigt das Altarbild Heilige Familie mit den Heiligen Johannes, Elisabeth und Zacharias, signiert mit Wasshueber GH, und trägt die Statuen Karl Borromäus und Rochus. Es gibt zwei weitere Altäre aus der zweiten Hälfte des 18. Jahrhunderts: Der Altar Dreifaltigkeit trägt ein spätgotisches Kruzifix aus dem Ende des 15. Jahrhunderts. Der Altar hl. Leonhard zeigt das Altarbild hl. Leonhard aus dem Ende des 16. Jahrhunderts. Weiters steht in der Sakristei die Nachbildung des Freisinger Hochaltars um 1700.
Die reich gestaltete Kanzel aus dem zweiten Viertel des 18. Jahrhunderts trägt die Heiligenfiguren Nikolaus, Ulrich, Leonhard, Florian und die Relieffiguren Augustinus und Johannes Evangelist, und auf dem Schalldeckel die Krönung Mariens. Es gibt Konsolfiguren der Heiligen Franz Xaver, Johannes Nepomuk, Sebastian und Florian aus dem zweiten Viertel des 18. Jahrhunderts. Die Figur Pietà ist aus dem Ende des 19. Jahrhunderts.
Das Ölgemälde hl. Antonius von Padua vor Maria und das Ölgemälde hl. Sebastian entstanden um 1720 in der Werkstatt von Johann Georg Schmidt. Das Ölgemälde hl. Rochus in der Nachfolge von Diepenbeeck ist aus dem dritten Viertel des 17. Jahrhunderts. Die Kreuzwegbilder in der Nachfolge von Joseph von Führich entstanden in der zweiten Hälfte des 19. Jahrhunderts. Das Bild Taufe Christi ist aus der zweiten Hälfte des 18. Jahrhunderts.
Es gibt eine Schlesische Tuchmacherkrippe mit vielen Figuren um 1800.
Der Taufstein aus Rotmarmor ist aus dem 14. Jahrhundert. Der Opferstock ist aus dem 15. Jahrhundert. Eine Glocke nennt Johann Anton Nikolaus Loew 1718.
Der Wappengrabstein Hartneid von Pottendorf 1426 ist stark abgetreten, der Reliefgrabstein Jakob von Stamp nennt 1552, ein reliefiertes Totenschild Jakob von Stamp nennt 1552, ein Epitaph nennt Frau Wiesenauer 1653.
Die Orgel aus 1880 mit 20 Registern stammt von Gebrüder Rieger in Jägerndorf.